# Carl Bennett
Carl Blair Bennett (7 de dezembro de 1915 – 15 de maio de 2013) foi um treinador e executivo de basquete estadunidense que dirigiu durante seis partidas os Fort Wayne Pistons da NBA, além de ser gerente geral do time durante seis anos.
Nasceu em Rockford, Indiana, em 7 de dezembro de 1915 e começou sua carreira esportiva jogando softball. Bennett foi recrutado por Fred Zollner em 1938 para fazer parte de sua equipe. Ele treinou os Fort Wayne Zollner Pistons da Liga Nacional de Basquete (NBL) e depois os Fort Wayne Pistons da Associação de Basquetebol da América (BAA) por seis jogos na temporada 1948–49. Bennett se tornou o gerente geral da franquia e ocupou esse cargo de 1948 a 1954. Bennett fez uma campanha de quinze anos para que Zollner fosse introduzido no Naismith Memorial Basketball Hall of Fame, o que ocorreu em 1999.
O recorde de Bennett como treinador foi de zero vitórias e seis derrotas na BAA, que depois se tornou a NBA.